# Krupove, Dubrovîțea
Krupove (în ucraineană Крупове) este un sat în comuna Mociulîșce din raionul Dubrovîțea, regiunea Rivne, Ucraina.

## Demografie
Componența lingvistică a localității Krupove
     Ucraineană (98,99%)
     Rusă (1,01%)
Conform recensământului din 2001, majoritatea populației localității Krupove era vorbitoare de ucraineană (98,99%), existând în minoritate și vorbitori de rusă (1,01%).